# Sebastiano Erizzo
Sebastiano Erizzo dit aussi Erycius est un homme de lettres, poète et érudit vénitien, né le 19 juin 1525 et mort le 5 mars 1585 à Venise. 

## Biographie
Il appartenait à une des premières familles de Venise. Erizzo devint membre du Sénat et du Conseil des Dix, et partagea son temps entre les affaires et l’étude des lettres et des sciences. Il avait formé un cabinet d’antiquités qui passait pour un des plus riches de l’Europe. 
On a de lui de nombreux ouvrages, parmi lesquels nous citerons : Trattato dell' istrumento e via inventrice degli antichi (Venise, 1554, in-4°) ; Discorso dei governi civili (Venise, 1555-1571, in-4°); Discorso sopra le medaglie degli imperadori romani (Venise, 1559-1571, in-4°), ouvrage qui eut un très-grand succès ; une traduction du Timée de Platon (Venise, 1557, in-4°) ; Le sei giornate (Venise, 1567, in-4°), recueil de nouvelles où l’auteur s’est efforcé d’imiter Boccace, tout en évitant l’extrême licence de cet écrivain, etc., etc. 